# Wirbelsturm vom 1. Juli 1891

Gaststätte Dommers (Haus Reinartz im Rade)

Clörath.

Lind.

Lind.

Aufruf.

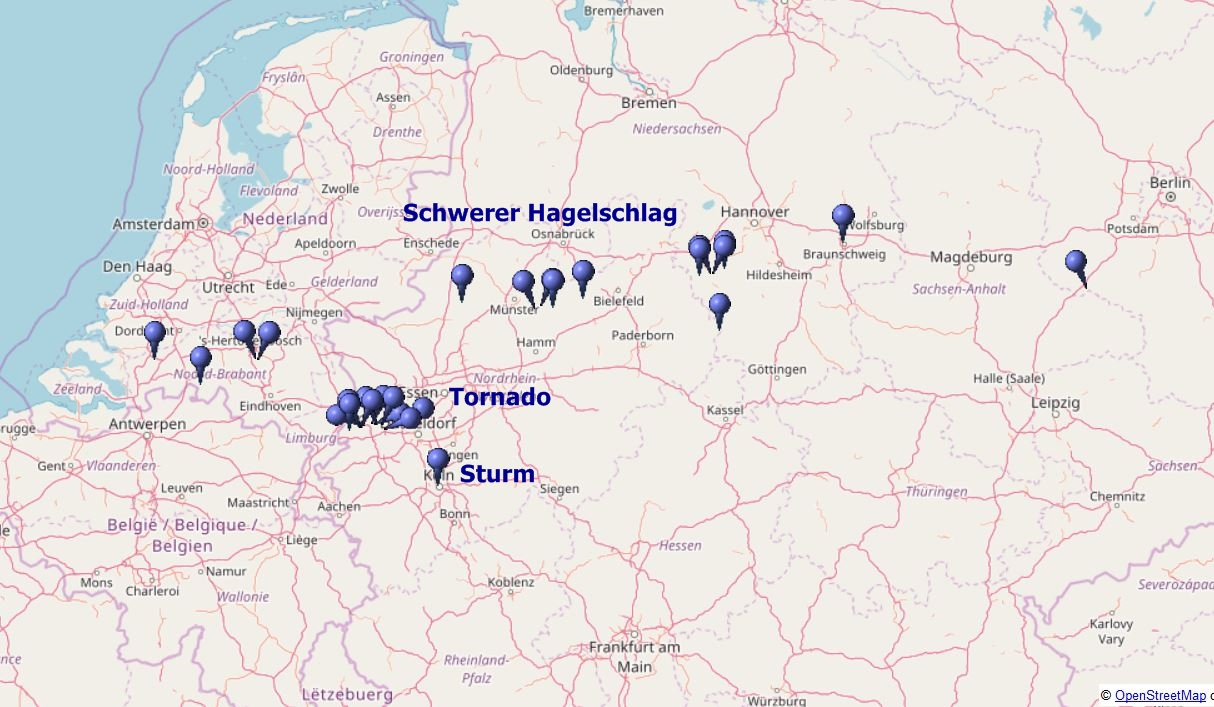
Wetterereignisse am 1. Juli 1891

Beim Wirbelsturm vom 1. Juli 1891 fegte ein Tornado nachmittags ab etwa 17:00 Uhr von Boisheim in nordöstliche Richtung über Anrath bis nach Krefeld. Der Tornado hatte die Stärke F4 auf der Fujita-Skala. Im Anschluss an das Schadensereignis kam es zu Spendenaufrufen im Rheinland. Zugleich kam es zu einem Katastrophentourismus; die Reichsbahn musste Sonderzüge einsetzen. Bei Lind, Viersen, erinnert die Wegekapelle Lind an das Ereignis.

## Zeitgenössische Berichte über den Tornado
Die Coburger Zeitung vom 5. Juli 1891 meldete: „In den Gemeinden Sittard, Rade und am Bersch hat der Wirbelsturm, der sich Abends gegen 6 Uhr von Süd-Westen nach Nord-Osten in der Breite von einem Kilometer bewegte, grauenvolles Unheil angerichtet. Hunderte Gebäude, etwa zur Hälfte Wohnhäuser, sind in wenigen Minuten zerstört worden. Einige dreiß Gebäude sind sämmtlich zertrümmert und eingestürzt; die Bewohner haben sich noch fast alle in's Freie flüchten können, sodaß niemand getödtet, jedoch einige Personen von den einstürzenden Mauern schwer verletzt wurden. Mehr als dreißig Leute, meist Frauen und Kinder, sind leicht verletzt. Die Schwerverwundeten wurden zum Krankenhause in Süchteln gebracht, auch war ärztliche Hülfe sofort zur Stelle. (...) Die nach Viersen belegene Bierbrauerei ist auch gänzlich zerstört, der Kamin ist ebenfalls eingestürzt. Die im Bereich des Cyklons stehenden Waldungen auf der Süchtelner Höhe sind völlig vernichtet, darunter herrliche Buchen- und Eichenwälder. (...) Nachdem bereits am Nachmittage mehrere heftige Gewitter niedergegangen waren, sah man etwa gegen halb 6 Uhr südlich der Süchtelner Höhen von Westen her ein neues Gewitter heranziehen. Graue Wolken, die wie ein langer Flor tief herunterhingen, zogen in rasender Eile nordöstlich, um dann plötzlich eine östliche Richtung anzunehmen. Ueberall sah man die Leute vor den Thüren stehen und besorgten Blickes die drohenden Wolkengebilde beobachten. Doch nur wenige Minuten, und die Windhose brauste auch schon heran, sodaß es Ihrem Berichterstatter kaum noch möglich war, sich durch den Sturm hindurch ein schützendes Obdach zu erkämpfen. Der unheimlich gelb-graue Himmel, der in Strömen herniedersausende mit Hagelkörnern von der Größe eines Taubeneies gemischte Regen, das Brüllen des Sturmes, das Aechzen und Krachen der Bäume und Häuser – ein entzetzliches Schauspiel.“
Die Freiburger Zeitung berichtete am 7. Juli 1891: „Unwetter und Stürme werden aus allen Gegenden des Vaterlandes und des Auslandes gemeldet. Ueber den Schaden, welchen ein Wirbelwind am Mittwoch in Krefeld und Umgegend angerichtet hat, wird berichtet, daß mehrere Personen in der zum Bundesschießen errichteten Festhalle leicht verletzt wurden. Der in Süchteln an Häusern, Bäumen und Vieh angerichtete Schaden beträgt mindestens 600,000 Mark. Die durch den Einsturz eines Ringziegelofens verschütteten Arbeiter sind sämmtlich lebend hervorgezogen worden. In Anrath blieb fast kein Haus verschont. 40 Häuser wurden ganz zerstört und gegen 100 beschädigt. Mehrere Personen wurden verwundet und eine getödtet. Der Schaden beziffert sich hier auf 400,000 Mark. Die Rettungsarbeiten, sowie Geldsammlungen für die am meisten Betroffenen sind im Gange.“
Das „Gesammt-Hülfs-Comité für die vom Unwetter am 1. d. M. heimgesuchten mittellosen Bewohner des Regierungsbezirks Düsseldorf“ veröffentlichte in verschiedenen Tageszeitungen am 11. Juli 1891: „Am 1. d. M. hat in einem Theile des Regierungsbezirks Düsseldorf, namentlich in den Kreisen Kempen, Krefeld, M.Gladbach und Essen, ein Unwetter schwerster Art innerhalb weniger Stunden die unglaublichsten Verwüstungen angerichtet. Hunderte von Häusern sind beschädigt – eine große Anzahl hiervon ist gänzlich zerstört –, unzählige Bäume sind entwurzelt, ganze Gehöfte sind zertrümmert. Die Feldfrüchte, Obstbäume und Gartenanlagen sind auf weite Strecken hin vernichtet, zahlreiche Menschen, darunter besonders viele arme Weber-Familien, sind obdachlos  geworden, auch ist leider der Verlust von Menschenleben zu beklagen. Nach einer vorläufigen Schätzung beziffert sich der angerichtete Schaden auf weit über eine Million Mark und leider trifft derselbe zum großen Theil eine ganz mittellose Bevölkerung.“
Die Berliner Gerichts-Zeitung schrieb am 14. Juli 1891: „Die Größe des durch einen Wirbelwind vom 1. Juli angerichteten Schadens übertrifft alles, was man hier je erlebt hat. Das Verwüstungsgebiet erstreckt sich von der holländischen Grenze bis Anrath, ist etwa 30 Kilometer lang und 1/2 Kilometer breit. Auf dieser Strecke stand kein Haus, das nicht zerstört, kein Baum, der nicht zersplittert ist. Anrath und Süchteln sind am schlimmsten betroffen, danach Dülkenland, Boisheim, Neersen und Brüggen, Gemeinden, die durch den Niedergang der Hausindustrie sich schon mit äußerst hohen Kommunalsteuern belasten mußten. Die Bauerschaften Losen und Lind sind vollständig verwüstet. Ueber 100 Wohnhäuser sind ganz eingestürzt, mehr als 200 drohen den Einsturz oder sind so schwer beschädigt, daß sie unbewohnbar geworden, ebenso viele Scheunen und Stallungen sind eingefallen.“

## Schwerer Hagelschlag
Unwetterschäden wurden auch aus anderen Landesteilen gemeldet. 
Ein Ausläufer des Sturms deckte am Hauptbahnhof Köln eine Halle ab.
In den Niederlanden zog ein Hagel mit faustgroßen Hagelkörnern über Brabant und Limburg. Hierüber wird berichtet: „Over het onweer, dat 1 Juli 1891 Brabant en Limburg teisterde, vinden wij in het jaarboek van het Kon. Ned. Meteorologisch instituut opgeteekend, dat in Fijnaart (Noord-Brabant) de hagelsteenen groot waren „als knikkers” en „als noten”; .... te Chaam eerst „als noten, daarna als kippeneieren”; in de omstreken van St. Michiels Gestel waren ze groot „als een vuist”.“
In Hezelaar, Provinz Noord-Brabant, verwüstete der Hagelschlag den Ort.
Bei einem Hagelschlag in Everswinkel, der am 1. Juli 1891 von Coesfeld kommend bis nach Harsewinkel reichte und über Alverskirchen und Everswinkel zog, wurde die gesamte Jahresernte völlig vernichtet.
In Hameln und umliegenden Dörfern ging Hagelschlag mit einem Gewicht von bis zu 1,5 kg pro Schlosse nieder; die Fenster der Hamelner Münsterkirche wurden zerstört; in der Deister- und Weserzeitung vom 2. Juli 1891 stand: „Seit Menschengedenken ist hier ein derartig schweres, so furchtbare Verwüstungen anrichtendes Unwetter nicht erlebt wurden.“ Es kam zu 5 cm großen Hagelschlägen in Lüchtringen.
Aus Herkensen erzählten Augenzeugen, wie am späten Nachmittag schneeballgroße Hagelkörner Dachpfannen und Fensterscheiben zerschlugen.
Auf Höfingen wird über „dä Haogelschleoten“ (die Hagelschloßen) berichtet, dass sie größer als Taubeneier gewesen waren und die gesamte Ernte fast völlig vernichteten, so dass die Bauern nach der Katastrophe Buchenlaub aus dem Süntel als Viehfutter heranschaffen mussten.
In Dehmke ist in Erinnerung: „Am 1. Juli 1891 kam ein  schweres Gewitter mit furchtbarem Hagelschlag, welches schon lange vorher durch dumpfes immer näher kommendes Grollen des Donners, durch die gelbliche Färbung der Wolken und durch immer mehr zunehmendes brausendes Getöse in der Luft sich drohend ankündigte. Wie schwere Hammerschlage fielen die Hagelstücke, welche durchschnittlich die Größe eines Hühnereies mit einem Gewichte von 1/2 bis 3/4 Pfund erreichten, unter furchtbarem Geprassel Dachziegel und Fensterscheiben zertrümmernd. Kein Hagelstück glich völlig dem anderen, aber alle besaßen einen helleren, einem Auge nicht unähnlichen Kern.“
Die Stadt Freckenhorst verzeichnet: „Eine erneute Hungersnot wurde durch ein Gewitter mit heftigem Hagelschlag am 1. Juli 1891 ausgelöst. Neben einer Überschwemmung Freckenhorsts kam es durch den Hagelschlag zur Vernichtung nahezu der gesamten Ernte. In Folge dessen mussten 800 Zentner Kartoffeln gekauft und an die Notbedürftigen verteilt werden, um schlimmeres zu vermeiden.“
Der Hagelschlag zog nach Braunschweig weiter; hier wird berichtet: „Fusshoch lagen stellenweise die Eisstücke, z.T. wie Taubeneier gross, und scharf wie Glassplitter. (...) Je weiter nach Braunschweig zu, desto furchtbarer hatte das Wetter gehaust. Kein Halm, kein Kartoffelstengel, kein Rübenblatt war geblieben. Gärten waren eine Wildnis und an den Obstbäumen und im Walde war kein Blatt zu sehen, schattenlos standen sie in der Sonne. In und vor Braunschweig waren Dächer und Fenster zu Tausenden beschädigt, aus allen grösseren Städten hatte man Dachdecker und Glaser geholt. Wochenlang standen die Häuser mit sackleinen verhangenen Fenstern, darunter auch das Schloss.“
Aus Garrey, Brandenburg, wird berichtet, dass in der Nacht vom 30. Juni zum 1. Juli 1891 ein Wolkenbruch über dem Fläming niederging und der Hagel die Ernte vollständig vernichtete, das Planetal war wie ein großer weiter See.